# .mt
.mt es el dominio de nivel superior geográfico (ccTLD) para Malta.